# Течеискатель
Течеиска́тель — прибор, предназначенный для выявления, локализации и количественной оценки величины течи. Работа течеискателей может базироваться на различных физических принципах, ориентированных как на прямые, так и на косвенные измерения параметров.
Терминология:
- Течь — негерметичность, способность преграды (чаще всего ограничивающей замкнутый объём) пропускать наружу (в случае повышенного давления внутри полости) или внутрь (в случае пониженного давления или вакуума) нежелательные газообразные или жидкие вещества.

- Течеиска́ние — приемы, способы для выявления, локализации и количественной оценки течей.

- Тестовое вещество при поиске течи — вещество, используемое при поиске течи в стенке, ограничивающей некий рабочий изолированный объём. Там, где это возможно, в качестве тестового вещества используют воду. В холодильных установках в качестве тестового вещества может использоваться само рабочее тело ходильной машины — фреон. Во многие горючие газы (природный газ пропан-бутановую смесь для газовых баллонов) специально добавляют тестовое вещество, имеющее характерный «запах газа». В антифризы, некоторые современные фреоны также специально добавляют компоненты, обеспечивающие заметную люминесценцию в ультрафиолетовом свете. Фреоновые течеискатели также могут использовать в качестве тестового вещества пары различных летучих фтор и хлоруглеродных соединений, спирт. Из-за редкости в природе, легкости, летучести, высокой проницаемости и относительной простоты детектирования в масспектрометре и точности определения концентрации универсальным тестовым газом является газообразный гелий.

- Отклик течеискателя — время между подачей тестового газа и появлением сигнализации течи на приборе;

- Релаксация течи или Релаксация течеискателя — время необходимое вакуумно-газовой системе тестируемого объекта и течеискателя, для устранения тестового газа и падения сигнала до фонового уровня.

## История
С момента создания человечеством ёмкостей для воды и пищи, а затем и первых трубопроводов для воды люди столкнулись с проблемами течей. В тот период выявление течи было легко произвести визуальным осмотром и главной проблемой было обеспечение герметичности ёмкости, но не течеискания.
Химические и алхимические эксперименты древних и средневековых учёных также не требовали тщательного обеспечения герметичности, и соответственно проблемы поиска и локализации течей, тем более сверхмалых тогда не были актуальными.
Начало развития паровой техники сделало актуальными вопросы по разработке стандартных массовых методик поиска и локализации течей. В первую очередь это было обусловлено необходимостью обеспечения безопасности сосудов, работающих под давлением, поскольку негерметичности паяных и сварных швов, дефектные участки в самом металле являются слабыми местами, по которым может произойти аварийное разрушение сосуда с непредсказуемыми (подчас катастрофическими) последствиями.
Дальнейшее развитие техники течеискания связано с широким распространением использования природного газа и сжатого воздуха в быту и промышленности. Для изделий, имеющих в нормальном состоянии повышенное давление во внутренних полостях (например, камеры и бескамерные шины), выявление с одновременной локализацией течей производится путём погружения тестируемого объекта, содержащего сжатый газ, в воду и наблюдения потока выходящих пузырьков. Для крупных объектов и протяжённых трубопроводов применяется обмыливание — в местах негерметичности мыльная плёнка образует мыльные пузыри, указывая на место течи. Метод крайне нагляден и прост в использовании, однако, отличается невысокой чувствительностью, которой, впрочем, вполне достаточно на газовых трубопроводах, промышленных и бытовых пневматических устройствах. Другим простым путём выявления течей стало добавление одорантов (пахучих соединений) во взрыво-пожароопасные углеводородные газы. Так в России характерный «запах газа» на самом деле чаще всего является запахом этил-меркаптана. Также для одорирования газов могут использоваться другие серосодержащие соединения, такие как тиолы (меркаптаны), метан- и этантиолы, пенталарм (смесь этан- и пентантиолов); сульфиды — каптан (N-трихлорметил-тио-1,2,3,6-тетрагидрофталимид), диметил- и диэтилсульфиды, диметилдисульфид, тетрагидротиофен и другие соединения.
Появление сложного вакуумного и холодильного оборудования привело к появлению точных приборных методов выявления течей с использованием тестового вещества. К настоящему времени оформилось 2 основных типа приборов:
- Фреоновые течеискатели для проверки работающих фреон-содержащих (чаще холодильных) установок или сосудов и трубопроводов, в которых создаётся избыточное давление фреона, четырёххлористого углерода или иного подобного маркерного вещества.
- Гелиевые течеискатели для проверки остановленного вакуумного оборудования с использованием гелия в качестве тестового газа.

В современной России по состоянию на 2011 год испытания на герметичность регламентируются «Правилами устройства и безопасной эксплуатации сосудов, работающих под давлением». Ими же устанавливаются правила и периодичность испытания сосудов и трубопроводов тестовым давлением газа в 1,5 раза превышающим рабочее и жидкостные испытания, заключающиеся в выдержке сосуда с водой при давлении превышающем рабочее в течение установленного времени. Результаты испытаний оцениваются по падению давления в сосуде и визуальным осмотром по наличию выступивших капель жидкости на поверхности сосуда. Строго говоря описанные способы выявления и локализации течей следует отнести скорее к дефектоскопии, но не к течеисканию, поскольку поиск течей в данном случае является лишь промежуточным вспомогательным инструментом неразрушающего контроля объекта повышенной опасности перед допуском его к эксплуатации. Дальнейшее развитие способов дефектоскопии сварных швов на сосудах и трубопроводах сначала привело в появлению ультразвуковых дефектоскопов, а к началу XXI века и к появлению ультразвуковых течеискателей, не получивших, однако, большого распространения из-за чрезмерных требований к квалификации оператора, рабочей среде и неоднозначности результатов тестирования.

## Единицы измерения
Количественную оценку течей производят, как правило, при использовании тестового газа.
Для количественной оценки течей используется произведение величины тестируемого объёма на перепад давления в нём, отнесённое к единице времени.
{\displaystyle Q={\frac {V\cdot (P_{k}-P_{o})}{t}},}
где Q — величина (интенсивность) течи (в англоязычной литературе употребляется термин «leak rate» — скорость, степень течи)
V — замкнутый тестируемый объём;
{\displaystyle P_{k},P_{o}} — конечное и начальное давление;
t — промежуток времени за который производится наблюдение.
Примечание. Величина течи Q по данной формуле имеет отрицательное значение для систем, находящихся под избыточным давлением, и положительное значение - для вакуумных систем.
Интенсивность течи имеет размерность [м3]·[Па]/[с] = [H]·[м]/[c] = [Дж]/[с] = [Вт].
Как видно из формулы, по размерности величина течи эквивалентна мощности или скорости изменения энергии газа в заданном неизменном объёме за единицу времени.
| Переводная таблица часто используемых единиц измерения величины течи.                                                                      | Переводная таблица часто используемых единиц измерения величины течи. | Переводная таблица часто используемых единиц измерения величины течи. | Переводная таблица часто используемых единиц измерения величины течи. | Переводная таблица часто используемых единиц измерения величины течи. | Переводная таблица часто используемых единиц измерения величины течи. |
| Обозначения | [Вт]                                                                  | [мбар]·[л]/[с]                                                        | [Торр][л]/[с]                                                         | [sccm]                                                                | ↑                                                                     |
| --- | --------------------------------------------------------------------- | --------------------------------------------------------------------- | --------------------------------------------------------------------- | --------------------------------------------------------------------- | --------------------------------------------------------------------- |
| [Вт] [м3]·[Па]/[с] | 1                                                                     | 10                                                                    | 7,5                                                                   | 586                                                                   | ↑                                                                     |
| [мбар]·[л]/[с] [атм]·[см3]/[с] | 0,1                                                                   | 1                                                                     | 0,75                                                                  | 58,6                                                                  | ↑                                                                     |
| [Торр]·[л]/[с] | 0,133                                                                 | 1,33                                                                  | 1                                                                     | 78,0                                                                  | ↑                                                                     |
| [sccm] | 0,00182                                                               | 0,018                                                                 | 0,013                                                                 | 1                                                                     | ↑                                                                     |
| | → → → → → → → → → → → → → → → → →                                     |                                                                       |                                                                       |                                                                       | ↑                                                                     |
| [sccm] — от англ. «standard cubic centimeter per minute» стандартных кубических сантиметров в минуту (в пересчёте на атмосферное давление) |                                                                       |                                                                       |                                                                       |                                                                       |                                                                       |

## Классификация течей
Любая преграда в той или иной степени может быть негерметичной: так водород может диффундировать даже сквозь металл. Паропроницаемость полиэтилена не равна нулю. Многие технологические материалы с той или иной скоростью сублимируют в вакууме либо при повышении температуры. Всегда и все открытые поверхности бывают покрыты слоем адсорбированных молекул, которые обеспечивают длительное относительно высокое натекание при их постепенной десорбции. Таким образом следует признать аксиомой, что абсолютная герметичность в принципе невозможна. Из-за этого все течи в первую очередь классифицируют по степени влияния на технологический процесс, проводимый на тестируемом оборудовании:
- течи, недетектируемые существующим оборудованием;
- течи, некритичные для технологического процесса, — чаще всего эти же течи являются недетектируемыми, поскольку экономически нецелесообразно использовать значительно более дорогие и чувствительные приборы для детектирования в некритичных диапазонах;
- течи, умеренно критичные для технологического процесса, — это течи, которые при использовании определённых технологических приёмов могут быть устранены либо их влияние может быть сведено к некритичному;
- критические течи, делающие невозможным завершение технологического процесса без получения брака либо развития аварии;

Все выявленные при тестировании течи при наличии такой возможности обязательно устраняются, поскольку постепенное увеличение выявленных течей либо кумулятивный итог нескольких старых и новых течей могут легко превысить критический порог.

### Классификация течей на вакуумном оборудовании
Классификация течей на вакуумном оборудовании в первую очередь связана с конструктивными элементами установок, которые определяют поведение тестирующего прибора при течеискании, применительно к тестированию с использованием тестового газа:
- течи по фланцевым уплотнениям — течи легко детектируются и локализуются, поскольку доступ к ним открыт, отклик прибора на поступление тестового газа быстр, релаксация также наступает быстро.
- течи по манжетным уплотнениям — течи с трудом детектируются, но достаточно хорошо локализуются, поскольку проявляются чаще всего только при определённых положениях обжатого манжетой вала, имеют долгое время отклика и долгое время релаксации из-за газа, накопленного в полостях манжеты;
- течи по сварным швам — течи относительно легко детектируются, однако очень плохо локализуются из-за протяжённости дефектных участков.
- полостные течи — течи элементов прибора, находящихся в закрытом корпусе — отклик на течь возникает только после того, как корпус достаточно наполнится тестовым газом либо он распределится по корпусу — течи плохо детектируются и локализуются из-за сверхдлительного отклика и сверхдлительной релаксации;
- течи по трубопроводам — течи относительно хорошо детектируются, но плохо локализуются из-за сильного запаздывания отклика, особенно на трубопроводах малого диаметра;
- течи по вакуумным насосам — течи очень хорошо детектируются и локализуются, при условии, что система вакуумных насосов течеискателя обеспечивает более глубокий вакуум чем тестируемые насосы; при наличии открытого выхлопа тестируемых насосов всегда появляется сигнал о течи через обратный поток газа.
- блуждающие течи — наиболее сложные для детектирования и локализации виды проявления течей описанных выше видов; возникают из-за переноса тестового газа воздушными потоками разного происхождения; возможно появление блуждающего сигнала из-за попадания тестового газа на выхлоп форвакуумного насоса самого течеискателя.

## Приёмы диагностики течей
Диагностика течей может быть направлена на:
1. выявление негерметичности;
2. локализацию течи;
3. оценку величины натекания;

В зависимости от целей течеискания применяется различное аппаратурное оформление, различные схемы подачи тестового вещества и подключения детектирующей аппаратуры.

### Детектирование путём контроля натекания
Самый простой приём выполняется перед переходом к другим методам тестирования: все входы и выходы объекта с повышенным или пониженным давлением перекрываются и после заданной выдержки оценивается изменение давления в тестируемом объекте, после чего рассчитывается степень натекания. Если степень натекания критична, то переходят к другим приёмам локализации течей.
Достаточно прост и не требует аппаратурного оформления метод отсечки, когда при наличии на тестируемом объекте технически изолированных объёмов после проверки натекания на всём объекте в целом, отсекаются отдельные участки и тем самым локализуется негерметичный фрагмент объекта тестирования.

### Обмыливание
Для тестирования сосудов, трубопроводов и других объектов, давление в которых превышает атмосферное, может применяться обмыливание.
Для обмыливания используется жидкий мыльный раствор либо раствор иного поверхностно-активного вещества, способного образовывать мыльную пену или мыльные пузыри. В ходе тестирования губкой, смоченной в мыльном растворе, протираются все подозрительные участки тестируемого объекта. Раствор должен наноситься тонкой сплошной плёнкой. Места течей проявляются визуально в виде надувающихся в месте течи мыльных пузырей.
Приём позволяет надёжно обнаруживать течи с интенсивностью выше 10−3 Вт.
Хотя метод обмыливания допускает возможность некоторой количественной калибровки по степени натекания, чаще всего он используется, как чисто качественный приём в областях, не требующих количественной оценки: проверка герметичности надувных изделий, первичный контроль качества монтажа газовой арматуры.

### Гидростатические испытания
Для тестирования сосудов, работающих под давлением законодательно устанавливаются правила гидростатических испытаний.
При гидростатических испытаниях в полостях тестируемого объекта создаётся давление воды, превышающее рабочее давление на установленную величину. Под этим давлением объект должен быть выдержан в течение установленного времени. Успешность гидростатического испытания, в первую очередь, оценивается по отсутствию следов разрушения объекта. И только во вторую очередь, при гидростатических испытаниях производится выявление и локализация течей путём визуального осмотра.
Порог чувствительности этого метода сопоставим с чувствительностью метода обмыливания. Главной проблемой метода является заметность выступивших капель при малых интенсивностях течи. Для повышения чувствительности и заметности капель в воду может быть добавлен флуоресцентный маркер, но это позволяет поднять чувствительность не более чем до 10−5 Вт.
Как одну из вариаций метода можно рассматривать следующий приём: в рубашке охлаждения объекта создаётся проток воды под давлением; внутри объекта располагается включённый нагреватель. Определение места течи может быть выполнено по следам отложений солей жёсткости в месте выхода капли, либо по разводам реагирующих с водой веществ на стенках объекта, но чувствительность метода в таком исполнении, как правило, уступает методу обмыливания, хотя для случая локализации трещин, раскрывающихся только при нагреве дефектного участка он также применим.

### Приёмы диагностики с использованием тестового газа
Многие типы течеискателей являются приборами-газоанализаторами. В принципе каждый газоанализатор может служить течеискателем, но не каждый течеискатель является газоанализатором. Так, для поиска течей в подземных водопроводах газоанализаторы не применяются, поскольку пары воды не проходят через грунт в достаточном количестве, чтобы выявить их на фоне естественной концентрации водяных паров в атмосфере, что не позволяет достоверно установить даже сам факт течи.
По интенсивности потока тестового газа приёмы можно разделить на:
- Детектирование на сильном потоке обычно проводится в качестве стартовой процедуры, позволяет за счёт увеличения расхода газа сократить время процесса тестирования, выявить течи меньшей мощности; при этом возникает вероятность проявления блуждающих течей, которые в большинстве своём частично локализуются на этом же этапе; при детектировании на сильном потоке газ направляется широким конусом с расстояния до 10 сантиметров, чтобы захватить наибольшую площадь тестируемого объекта. подающая газ игла с сечением сопла порядка 0,6 мм движется быстро от 2—3 см в секунду, ускоряя процесс тестирования, подающее газ сопло не касается никаких объектов, что предотвращает засорение сопла; сильным считается поток, ощутимый на расстоянии 3—5 сантиметров от наиболее чувствительных участков кожи руки; под действием сильного потока зеркало масла или воды с того же расстояния должно прогибаться на 2—3 мм.
- Детектирование на малом потоке позволяет более точно локализовать течь и оценить её мощность; применяется обычно после первичного детектирования течей на сильном потоке; при локализации течей на малом потоке сопло подачи газа ведётся минимально близко от объекта и очень медленно, до 5 мм в секунду; при первичном детектировании на слабом потоке затрачивается на порядок больше времени, чем при детектировании на большом потоке и часть малых течей может быть пропущена; малый поток не обнаруживается по тактильным ощущениям, но может быть определён по пузырькам, выходящим из сопла погружённого в воду или масло.

По направлению движения по установке приёмы можно разделить на движение по ходу рассеивания тестового газа и против него. Так, например, при использовании гелия, поднимающегося вверх, при детектировании на сильном потоке и при движении снизу вверх могут появляться блуждающие отклики, которые легко определяются по своему неустойчивому характеру, облегчают детектирование, но несколько затрудняют локализацию течей. С другой стороны движение сверху вниз из-за отсутствия тех же блуждающих откликов затрудняет первичное детектирование, что может приводить к пропускам течей операторами.

## Типы течеискателей
В зависимости от оборудования, в котором выявляются течи, поиск течей может производиться визуальным осмотром; обмыливанием; приборами, реагирующими на рабочее вещество тестируемого оборудования; приборами, реагирующими на тестовое вещество

### Гелиевые масс-спектрометрические течеискатели

#### Применение
Необходимым условием для использования гелиевых масспектрометрических течеискателей является наличие вакуума в детекторе прибора — в масспектрометре. Соответственно течеискатели делят на 2 вида — течеискатели для работы с вакуумируемым оборудованием и течеискатели-шнифферы (от англ. sniffer и нем. Schnüffer — нюхач) с помощью которых фиксируют течи тестового газа из тестируемого объёма в атмосферу. Шнифферы являются более дешёвыми моделями течеискателей и обладают на 4—6 порядков более низкой чувствительностью, чем течеискатели на вакууме. Тем не менее большинство течеискателей первого типа комплектуется насадками для защиты входа, которые позволяют им работать в режиме шниффера.

#### Устройство
- Детектор тестового газа. Гелиевые масс-спектрометрические течеискатели в качестве детектора газа используют масс-спектрометрические ловушки, включающие в себя:

1. вакуумируемая камера;
2. мишень для детектирования ионов гелия;
3. управляющие электроды, создающие электростатическое поле и предназначенные для разгона ионов и юстировки ионного потока;
4. обогреваемого катода, служащего для эмиссии электронов, ионизирующих молекулы газа попадающих в камеру масс-спектрометра; материалом катода, как правило, служит вольфрам, покрытый торием, иногда используются другие материалы.

- Насос предварительного вакуума.

1. Для создания предварительного вакуума на течеискателях используются малые форвакуумные насосы с производительностью до 50м3/час.
2. Компактные и портативные течеискатели могут оснащаться выносными основными или дополнительными форвакуумными насосами.
3. В конце XX века в связи с повышением требований к чистоте вакуумных процессов течеискатели начали оснащаться не только масляными золотниковыми, но и так называемыми «сухими» или иначе «безмасляными» форвакуумными насосами различных типов: когтевыми, роторными, винтовыми, спиральными.

- Насос глубокого вакуума.

1. Характеристики насосов глубокого вакуума лимитируют чувствительность приборов. Упомянутая ранее пониженная чувствительность шнифферов и универсальных приборов, работающих в режиме шниффера, обусловлены тем, что масс-спектрометр работает с повышенным количеством посторонних молекул, которые неизбежно влияют на уровень фоновых шумов прибора. Аналогичная картина наблюдается на входном порте прибора.
2. До изобретения в конце XX века турбомолекулярных насосов в качестве насоса второй ступени в течеискателях использовались масляные пароструйные насосы. Технические особенности таких насосов ограничивают глубину создаваемого вакуума парциальным давлением паров используемого вакуумного масла, а чувствительность прибора фоновым шумом от паров масла. Типичная предельная чувствительность приборов с пароструйными насосами достигала 10−9 Вт.
3. все современные течеискатели оснащаются турбомолекулярными насосами, что позволяет достичь чувствительности приборов на уровне 10−12 Вт.

- Система управляемых вентилей и трубопроводов предназначена для защиты работающего масс-спектрометра от прорыва атмосферного давления внутрь прибора.

1. Под действием кислорода воздуха перегорает катод[3].
2. Турбомолекулярные насосы[4] не способны работать при давлениях свыше 0,1 атм и разрушаются с разлётом лопаток при прорыве атмосферного давления на вход насоса.
3. Управление вентилями включает в себя наборы емкостных датчиков давления.
4. Выхлоп форвакуумных насосов, особенно безмасляных насосов следует защищать от попадания гелия, поскольку он вызывает появление ложного сигнала.

### Фреоновые течеискатели
Фреоновые течеискатели используются для поиска течей на любом оборудовании, но проигрывают 3—4 порядка в чувствительности гелиевым масс-спектрометрическим течеискателям. Принцип действия фреоновых течеискателей основан на адсорбции тестового газа на поверхности датчика. В связи с этим при детектировании больших течей фреоновые течеискатели могут сорбировать слишком много фреона и потребуются специальные процедуры для релаксации датчика. С другой стороны работа на атмосферном давлении и простота датчика позволяют создавать ручные портативные течеискатели с чувствительностью до 10−7 Вт.

### Ультразвуковые течеискатели
Ультразвуковой течеискатель представляет собой комбинацию трёх приборов: генератора ультразвука с системой передачи звуковых колебаний на контактный щуп; контактного приёмника ультразвуковых колебаний; компьютерного или аналогового блока для оценки запаздывания и частотных искажений ультразвукового сигнала. Конструктивно ультразвуковой течеискатель близок к ультразвуковому дефектоскопу. Чувствительности ультразвуковых течеискателей могут достигать 10−8 Вт (по данным на 2001 г.) Существенным плюсом ультразвуковых течеискателей является относительная простота реализации течеискания, отсутствие необходимости в использовании тестового вещества. Существенным минусом метода являются повышенные требования к квалификации оператора, чувствительность метода к наличию посторонних шумов, в том числе шума протекающей по тестируемой системе жидкости или хладагента по рубашке охлаждения.

### Ультрафиолетовые детекторы
Чаще всего детектирование ультрафиолетовых тестовых маркеров осуществляется путём визуального осмотра в мягком ультрафиолетовом свете. Чувствительность метода сопоставима с чувствительностью гидравлических испытаний и обмыливанием, однако светящиеся в ультрафиолете точки более заметны, чем мелкие выходящие пузырьки и тем более мелкие капли воды или точечные отложения солей жёсткости.

### Аэродвери
Аэродвери — специализированные манометрические течеискатели, предназначенные для проведения натурных испытаний воздухопроницаемости ограждающих конструкций здания.

### Другие типы
- Датчик загазованности
- Детектор утечки воды
- Масс-спектрометр
- Индикатор шума